# 모노노케

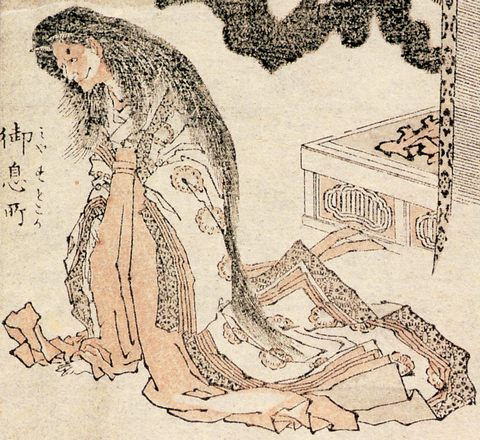

모노노케(物の怪)는 일본의 고전이나 민간신앙에서, 사람에게 씌어 병에 걸리게 하거나 죽음에 이르게 한다는 귀신, 사령, 생령 등의 넋을 말한다. 요괴, 변신수를 가리키기는 말로 사용되기도 한다.
모노노케 이야기는 헤이안 시대의 문헌에서 자주 등장한다. 유명한 것으로는 《겐지모노가타리》 제9첩 〈아오이〉에서 아오이노 우에가 로쿠쇼 미야스도코로의 생령에게 괴롭힘을 당하는 것이 있다. 또한 《오카가미》와 《마스카가미》에도 모노노케에 관한 기술이 나타난다.
의학적인 지식이 미비했을 시절 승려나 수행자가 기도를 하고 모노노케를 "좇아" 다른 사람(주로 하녀, 어린애 등)에게 일시적으로 옮아가게 함으로써 질병을 쾌유시키는 둥의 일이 벌어졌다. 이런 모습은 《마쿠라노소시》, 《무라사키 시키부 일기》 등에서 볼 수 있다.  또한 《속일본후기》에 따르면 황궁의 모노노케를 쫓기 위해 60명의 승려가 경을 외운 일이 있다.